# Ralf Schmitz

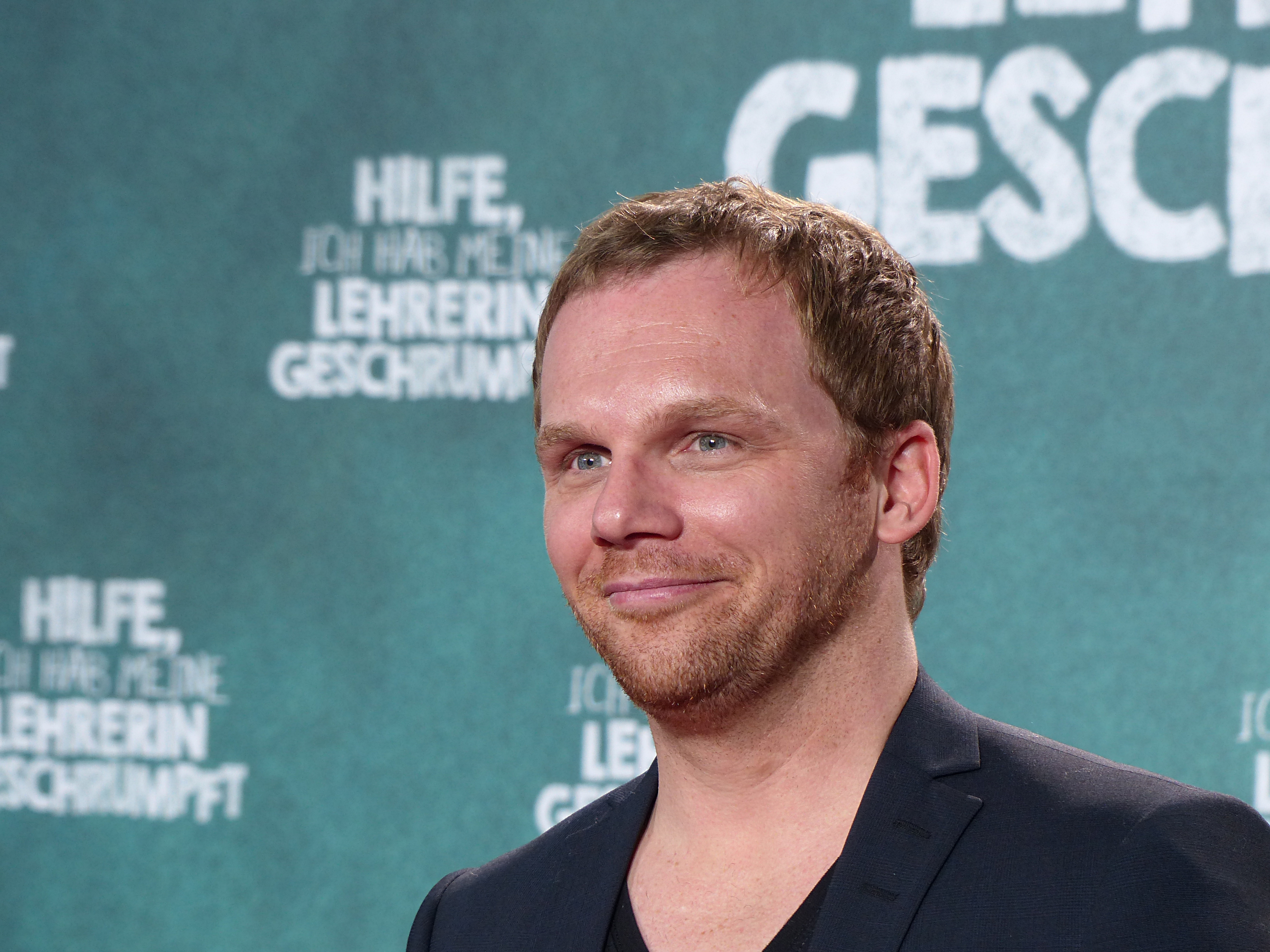
Ralf Schmitz (2015)

Ralf Schmitz (* 3. November 1974 in Leverkusen) ist ein deutscher Komiker, Musiker, Moderator, Schauspieler, Synchronsprecher und Autor.

## Leben
Schmitz nahm bereits während seiner Schulzeit auf dem Landrat-Lucas-Gymnasium in Leverkusen-Opladen an verschiedenen Theateraufführungen teil. Nach Abitur und Zivildienst absolvierte er eine Schauspiel- sowie eine klassische Tanzausbildung und nahm Gesangsunterricht.
Ralf Schmitz gehörte vier Jahre lang dem Ensemble des Improvisationstheaters Die Springmaus in Bonn an. 2003 wurde er für seine Rolle bei Die Dreisten Drei zum „Newcomer des Jahres“ beim Deutschen Comedypreis gewählt und für die Rose d’Or und den Deutschen Fernsehpreis nominiert. 2005 war Schmitz wiederum für den Deutschen Comedypreis, diesmal in der Kategorie „Bester deutscher Komiker“, nominiert, gewann dann aber mit Schillerstraße in der Kategorie „Beste deutsche Impro-Show“. Im gleichen Jahr ging er mit seinem ersten Soloprogramm Schmitz komm raus auf Deutschlandtour und setzte diese im Jahr darauf fort. Das Programm erschien im April 2006 auf der Live-DVD Ralf Schmitz Live!, die im Theater am Tanzbrunnen in Köln aufgezeichnet wurde.
In Otto Waalkes’ Kinokomödien 7 Zwerge – Männer allein im Wald und 7 Zwerge – Der Wald ist nicht genug, die 2004 bzw. 2006 in die Kinos kamen, spielte Schmitz den Zwerg Sunny. Anfang 2006 zeigte Sat.1 eine nach ihm benannte Fernsehshow, in der er Teile seines Bühnenprogramms und verschiedene Sketche präsentierte. Vom Titellied der Animationsserie Shaun das Schaf erschien am 21. Dezember 2007 eine „Pop-Version“, deren Interpret Ralf Schmitz ist.
Ralf Schmitz ist unter anderem als Synchronsprecher tätig und gehörte seit 2004 zur Stammbesetzung der Sat.1-Comedyserie Schillerstraße. Außerdem war er gelegentlich bei der Quizsendung Genial daneben – Die Comedy Arena Mitglied des Rateteams. Von Februar 2007 bis Dezember 2008 war er mit seinem zweiten Soloprogramm Verschmitzt deutschlandweit auf Tournee. Davon erschien am 27. März 2009 die Live-DVD Ralf Schmitz – Verschmitzt, die das komplette Programm beinhaltet. Vom Dezember 2008 bis Januar 2009 präsentierte er die Karaoke-Show Jukebox-Helden beim NDR.
Ab Mai 2009 folgte die dritte Tour unter dem Titel Schmitzophren – Wer viel zu sagen hat, muss schneller reden. 2009 bis 2010 moderierte Schmitz bei Sat.1 seine eigene Primetime-Show Schmitz in the City. Von März 2012 an bis 2014 war er mit seinem vierten Programm Schmitzpiepe in Deutschland unterwegs, sein fünftes Programm hieß bis Mai 2016 Aus dem Häuschen. Von Oktober 2016 bis Mai 2018 nannte sich sein Soloprogramm Schmitzenklasse. Von Oktober 2018 bis Anfang 2020 war er mit seinem siebten Programm Schmitzeljagd auf Tour. Ab 2022 hieß sein Live-Programm Schmitzefrei und seit Herbst 2024 Schmitzfindigkeiten.
Seit dem Start 2013 bis 2021 moderierte Schmitz das Datingformat Take Me Out bei RTL. Zudem präsentierte Schmitz im Jahr 2018 zwei Ausgaben der Spielshow Der Chef bekommt die Quittung. Im Jahr 2014 wurden vier Folgen zu einer Impro-Comedyshow namens Hotel Zuhause: Bitte stören! auf RTL produziert. Schmitz übernahm dabei die Rolle eines Hotelbesitzers. Von 2018 bis 2020 lief mit Hotel Verschmitzt – Auf die Ohren, fertig, los! ein ähnliches Nachfolgeformat. Außerdem lief parallel die Sketch-Comedyshow Schmitz & Family, in der sich Ralf Schmitz „mit unterschiedlichsten Bereichen des Familienlebens“ befasste.
Im September 2020 wurde bekannt, dass Ralf Schmitz zum Jahreswechsel 2021 RTL verlassen und zu Sat.1 zurückkehren soll. Dennoch präsentierte er im Frühjahr 2021 eine letzte Staffel von Take Me Out, die bereits im Sommer 2020 aufgezeichnet wurde. Seit Herbst 2021 moderiert er mehrere Dating-Shows auf Sat.1 und ist außerdem der Hauptdarsteller in der Impro-Comedyshow Halbpension mit Schmitz.
Im Frühjahr 2024 nahm Ralf Schmitz an der fünften Staffel von LOL: Last One Laughing auf Prime Video teil und wurde Zweitplatzierter, wobei seine Kollegin Mirja Boes ihren Sieg mit ihm teilte. Ein Jahr später – im Frühjahr 2025 – konnte er die sechste Staffel als Gewinner für sich entscheiden.
Zudem veröffentlicht der Komiker seit April 2024 den wöchentlichen Podcast Spontanorama.
Schmitz lebt in Bonn.

## Name
Ralf Schmitz erwähnte in einem Interview, dass seine Mutter entgegen seiner eigenen Auffassung darauf beharre, er trage den Namen Ralf Maria Schmitz, was auf den Namen seiner Großmutter Maria zurückzuführen sei. In verschiedenen Medien werde er seitdem auch unter diesem Namen genannt. Der Name Maria sei jedoch weder in seiner Geburtsurkunde noch in anderen offiziellen Dokumenten verzeichnet.

## Filmografie

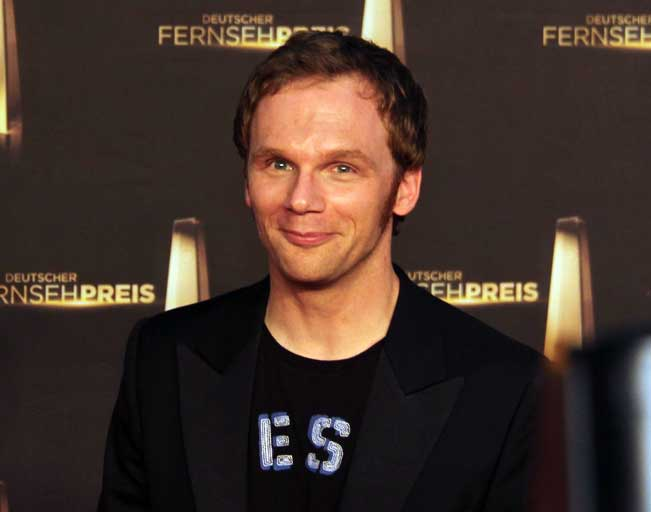
Ralf Schmitz (2012)

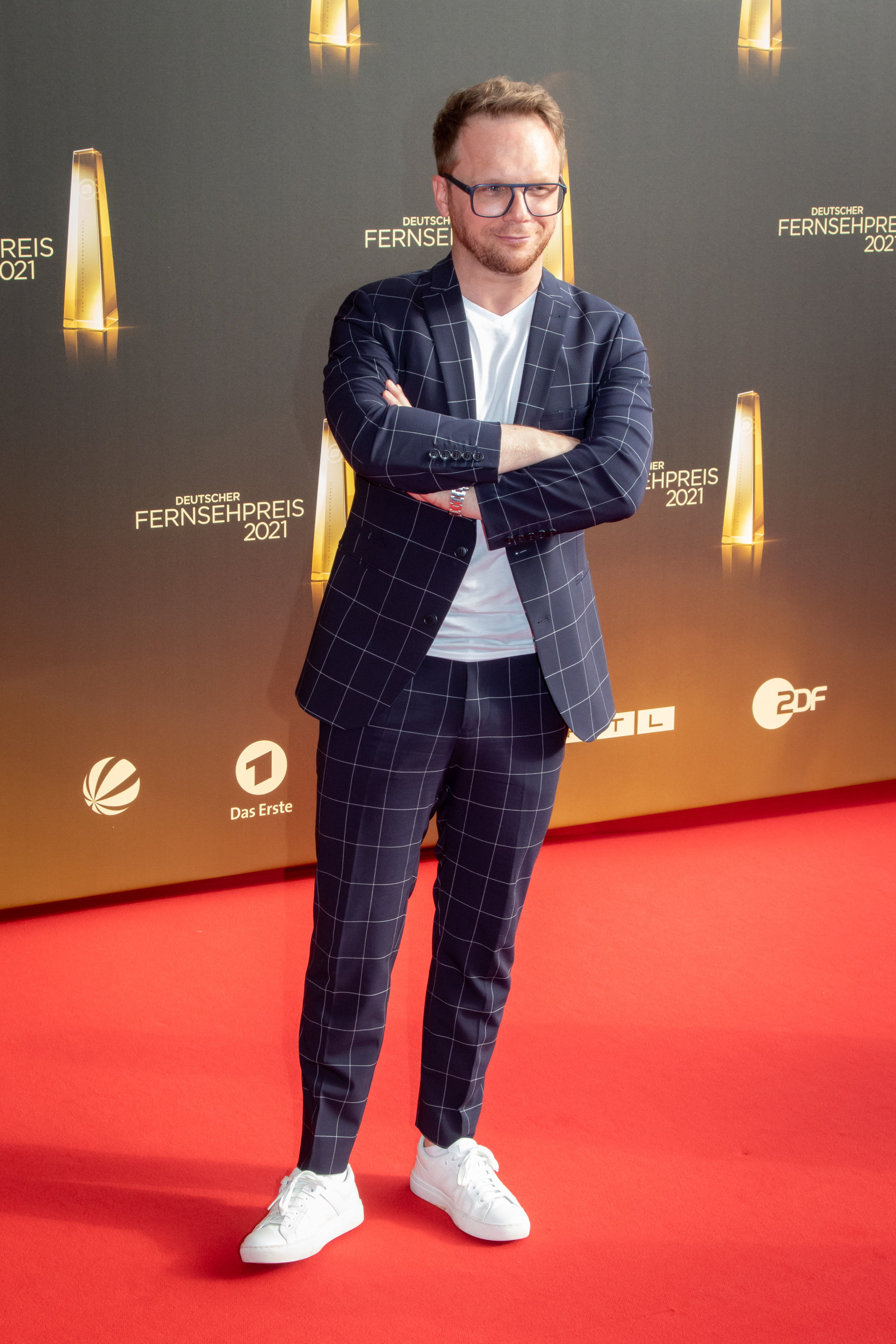
Ralf Schmitz (2021)

### Fernsehauftritte
- 2003–2011, 2017–2021: Genial daneben (Gast)
- 2004–2006: Schillerstraße
- 2002–2005: Die Dreisten Drei
- 2005: Sag die Wahrheit
- 2005: Sarah Kuttner – Die Show
- 2006: Schmitz komm raus
- 2006–2008: Frag doch mal die Maus
- 2006: Zimmer frei!
- seit 2006: Ralf Schmitz live
- 2007: Eine große Nachtmusik
- 2007: Löwenzahn
- 2007: Die Sendung mit der Maus
- 2007/2008: Ein Herz für Kinder
- 2008: Kicken für Kinder
- 2008: Inas Nacht
- 2008: Happy Otto!
- 2008: Lachen mit Otto Waalkes – Der Ostfriesische Götterbote wird 60
- 2008: Jukebox Helden
- 2009: Schmitz in the City
- 2010: Bei Kerner
- 2012: Zimmer frei!
- 2013–2021: Take Me Out (Moderator)
- 2013: 5 gegen Jauch
- 2013: Dinner op Kölsch
- 2013: 50 Jahre Dinner for One
- 2014: Hotel Zuhause: Bitte stören!
- 2016: Wer wird Millionär? Prominentenspezial
- 2016: Wer weiß denn sowas? (Gastauftritt)
- 2017: Die Bülent Ceylan Show
- 2018: Der Chef bekommt die Quittung
- 2018–2020: Hotel Verschmitzt
- 2019–2020: Schmitz & Family
- 2019: Bielendorfer!
- 2020: 2020 – Das Quiz
- seit 2021: Paar Love (2021 Paar Wars) (Moderator)
- seit 2021: Halbpension mit Schmitz
- seit 2021: Voll verschossen mit Ralf Schmitz (Moderator)
- 2022: The Masked Singer (Gastjuror)
- seit 2023: Rate my Date (Moderator)
- 2024: Wer isses?
- 2024: LOL: Last One Laughing
- 2024: Denn sie wissen nicht, was passiert (Gastauftritt)
- 2025: LOL: Last One Laughing

### Filme
- 2004: 7 Zwerge – Männer allein im Wald
- 2005: Urmel aus dem Eis
- 2006: 7 Zwerge – Der Wald ist nicht genug
- 2007: Shaun das Schaf (Video-Clip)

### Synchronrollen
- 2005: Der kleine Eisbär 2 – Die geheimnisvolle Insel (Synchronisation Pepe)
- 2006: Ab durch die Hecke (Synchronisation Hammy)
- 2006: Oh, wie schön ist Panama (Sprecherrolle Kobold Schnuddel)
- 2008: Kung Fu Panda (Synchronisation Meister Crane)
- 2010: Konferenz der Tiere (Synchronisation Billy)
- 2011: Kung Fu Panda 2 (Synchronisation Meister Crane)
- 2014: Der 7bte Zwerg (Sprechrolle Sunny)
- 2016: Kung Fu Panda 3 (Synchronisation Meister Crane)
- 2016: Angry Birds – Der Film (Synchronisation Leonard)
- 2016: Mullewapp – Eine schöne Schweinerei (Synchronisation Johnny Mauser)
- 2019: Angry Birds 2 – Der Film (Synchronisation Leonard)
- 2019: Klaus (Synchronisation Jesper Johansen)
- 2019: Playmobil – Der Film (Synchronisation Kaiser Maximus)
- 2024: Die Schule der magischen Tiere 3 (Synchronisation Kater Karajan)

## Veröffentlichungen

### Videoalben
- 2006: Schmitz komm raus
- 2008: Verschmitzt

### Bücher
- Schmitz’ Katze – Hunde haben Herrchen, Katzen haben Personal. S. Fischer Verlag, Frankfurt 2008, ISBN 3-596-17978-5 (Zugleich ist der Titel im Argon Verlag als Hörbuch erschienen, DE: Gold (Hörbuch-Award))[19]
- Schmitz’ Mama: Andere haben Probleme, ich hab’ Familie. S. Fischer Verlag, Frankfurt 2011, ISBN 3-596-19110-6 (Zugleich ist der Titel im Argon Verlag als Hörbuch erschienen).
- Schmitz’ Häuschen: Wer Handwerker hat, braucht keine Feinde mehr. Bastei Lübbe, September 2014, ISBN 3-404-60806-2.

## Auszeichnungen
- 2003: Deutscher Comedypreis als „Bester Newcomer“
- 2005: 1LIVE Krone als „Bester Comedian“
- diverse Preise mit 7 Zwerge und Schillerstraße
- 2008: Gewinner des Berlinpreises beim großen Kleinkunstfestivals des Berliner Kabarett-Theaters Die Wühlmäuse
- 2015: Gewinner des Deutschen Animationssprecherpreises Internationales Trickfilm-Festival Stuttgart für Der 7bte Zwerg